# سنگ‌آتش (تربت جام)
سنگ‌آتش (تربت جام)، روستایی از توابع بخش مرکزی شهرستان تربت جام در استان خراسان رضوی ایران است.

## جمعیت
این روستا در دهستان جامرود قرار دارد و براساس سرشماری مرکز آمار ایران در سال ۱۳۸۵، جمعیت آن ۱۸۷ نفر (۳۸خانوار) بوده‌است.